# Metropolitalny Okręg w Republice Kazachstanu
Metropolitarny Okręg Rosyjskiego Kościoła Prawosławnego w Republice Kazachstanu (ros. Митрополичий округ Русской Православной Церкви в Республике Казахстан, kaz. Қазақстан Республикасындағы Митрополиттік Аймақ), skrótowo Kazachstański Okręg Metropolitalny, Казахстанский митрополичий округ) – struktura Rosyjskiego Kościoła Prawosławnego obejmująca terytorium Kazachstanu. W skład okręgu wchodzi dziesięć eparchii. Siedzibą metropolity jest każdorazowo Astana, funkcje soboru katedralnego pełni sobór Zaśnięcia Matki Bożej w Astanie. Obecnym (2022) zwierzchnikiem okręgu jest metropolita astański i kazachstański Aleksander (Mogilow). Od 2011 jest on także stałym członkiem Świętego Synodu Rosyjskiego Kościoła Prawosławnego.
Okręg metropolitalny został powołany do życia decyzją Świętego Synodu Rosyjskiego Kościoła Prawosławnego z 7 maja 2003. Weszły do niego eparchie obejmujące terytorium Kazachstanu: astańska i ałmacka, uralska i gurjewska oraz szymkencka i akmolińska. Obecna nazwa okręgu została mu nadana w czasie posiedzenia Synodu w czerwcu 2010. Wtedy również zdecydowano, iż kolejni metropolici Astany będą nosili tytuł metropolitów astańskich i kazachstańskich. z kolei w październiku 2010 Święty Synod dokonał reorganizacji podziału okręgu na eparchie, tworząc trzy nowe: karagandyjską, pawłodarską oraz kustanajską i modyfikując granice już istniejących. Na posiedzeniu Synodu w październiku 2011 dokonano kolejnych zmian administracyjnych, tworząc eparchie kokczetawską, ust'-kamienogorską oraz pietropawłowsko-bułajewską, a w marcu 2022 r. utworzono eparchię aktobską.
Organem zarządzającym okręgiem jest synod jego biskupów (ordynariuszy i pomocniczych). Nowi biskupi do pracy w okręgu są wyznaczani przez Święty Synod Rosyjskiego Kościoła Prawosławnego oraz ukaz patriarszy.
Synod biskupów okręgu tworzą następujący hierarchowie:
- metropolita astański i kazachstański Aleksander (Mogilow)[6],
- biskup karagandyjski i szachtyński Sebastian (Osokin)[7],
- biskup kaskeleński Gennadiusz (Gogolew), wikariusz eparchii astańskiej i ałmackiej[8],
- biskup ust'-kamienogorski Amfilochiusz (Bondarienko)[9],
- biskup pietropawłowski i bułajewski Włodzimierz (Michiejkin)[10],
- biskup uralski i atyrauski Wianor (Iwanow)[11]
- biskup tałgarski Beniamin (Rudy), wikariusz eparchii astańskiej[12].